# Амер Гојак
Амер Гојак (Сарајево, 13. фебруар 1997) је босанскохерцеговачки фудбалер који тренутно наступа за Ференцварош. Игра на позицији везног играча.

## Успеси
Динамо Загреб
- Прва лига Хрватске (6) : 2014/15,[6] 2015/16,[7] 2017/18,[8] 2018/19,[9] 2019/20,[10] 2021/22.[11]
- Куп Хрватске (3) : 2014/15,[12] 2015/16,[13] 2017/18,[14] (финале: 2016/17,[15] 2018/19)[16]
- Суперкуп Хрватске  (2) : 2019,[17] 2022.[18]

 Ференцварош
- Прва лига Мађарске (1т) : 2022/23.[19]